# 梁家俊
梁家俊（英語：Derek Leung Ka Chun；1988年7月30日—），人稱「家俊仔」，是香港賽馬會所屬自由身騎師，曾跟隨隸屬練馬師蘇保羅學藝，現時他在一般讓磅賽事不獲優惠。

## 經歷
梁家俊曾就讀天主教伍華小學、基督教宣道會宣基中學以及基督教中國佈道會聖道迦南書院。

### 見習騎師時期
2007年5月，梁家俊跟隨隸屬蘇保羅弟弟蘇利雲於紐西蘭學習。梁家俊在紐西蘭出賽110場，取得得7場頭馬勝仗，當中包括策騎在港已退役的馬匹「自由行」。

### 2008/2009年度馬季
2008-2009年度馬季，梁家俊獲香港賽馬會頒發見習騎師牌照而跟隨隸屬練馬師蘇保羅學藝。
2008年10月1日，梁家俊於沙田馬場第一場賽事憑策騎「金碧滿湖」取得一席亞軍，首次在港策騎上名。
2008年10月12日，梁家俊於沙田馬場憑策騎「成功網絡」取得在港策騎以來的首場頭馬勝仗。
2008年11月，梁家俊獲香港賽馬會准許於跑馬地馬場出賽。
2009年1月7日，梁家俊於跑馬地馬場先後憑策騎「金碧滿湖」及「耀目」取得兩場頭馬勝仗，加上於同日策騎「大勇」跑入第二名位置，令他奪得於港策騎以來的首次騎師王榮譽。
2009年4月26日，梁家俊憑策騎憑「錢會來」取得個人第二十場頭馬勝仗，其後獲減至7磅出賽。
2009年5月24日，梁家俊首次於沙田馬場策騎「寶樹友盈」，出戰香港三級賽沙田銀瓶。
2008/2009年度馬季，梁家俊與另一位見習騎師蔡明紹之競爭相當劇烈，梁家俊在見習騎師之成績中，一直僅次於蔡明紹。該季他勝出28場頭馬，並在馬季結束後，於2009年8月8日參與費明頓馬場舉行的亞洲見習騎師挑戰賽，在七位參賽騎師中排行第五。

### 2009/2010年度馬季
2009年10月25日，梁家俊憑策騎約翰摩亞馬房的「創惑」勝出精英碗，取得自出道以來的首個本地分級賽冠軍。
2010年1月6日，梁家俊於跑馬地馬場第五場賽事策騎「勁擊」期間，在轉入最後直路找位期間，因沒有顧及其他馬匹，使馬偉昌策騎的「常盈」及徐君禮策騎的「火耀雷霆」相繼墮馬，因此梁家俊被重罰停賽十個賽馬日。
2010年1月13日，梁家俊於跑馬地馬場憑策騎「旅遊小子」取勝，取得個人出道以來的第45場頭馬勝仗。
2009/2010年度馬季，梁家俊取得25場頭馬勝仗，在見習騎師榜排行第四（包括蔡明紹於見習騎師所勝出28場冠軍）。在馬季結束後不到一星期，梁家俊參加新加坡克蘭芝馬場舉行的亞洲見習騎師挑戰賽，他在第一關第四級賽事憑「風起雲湧」勝出，其後在兩關分別跑第五及第六名，結果累積總分33分。由於當日新加坡騎師尤俊豪在最後一關賽事勝出，導致兩名騎師同分，但由於梁家俊在第一關取勝，根據賽則，於較早場次勝出的騎師名次優先，結果梁家俊因此險勝而回。

### 2010/2011年度馬季
2010-11年度馬季，梁家俊因跌鞭情況嚴重，（跌鞭次數達六次），因此多次被罰款及停賽。
2011年6月1日，梁家俊於跑馬地馬場憑策騎「多多昇」，勝出個人在港發展以來的第70場頭馬，正成獲香港賽馬會升格成為自由身騎師。

### 2013/2014年度馬季
2014年6月22日，梁家俊於沙田馬場策騎「有綵」時於途中墮馬，連頭盔也撞壞，幸好他並無大礙。
2013/2014年度馬季休季歇暑期間，梁家俊主動到澳洲跟隨練馬師活侯夫人學藝，令其騎功進一步提升。

### 2014/2015年度馬季
2015年4月18日，梁家俊於澳門憑策騎「妙算威驥」攻下里斯本短途錦標，取得個人於海外首個表列賽錦標。同日，梁家俊先後分別於澳港盃憑策騎「好精神」及於沙地一哩賽憑策騎「興定」取得了一席亞軍，總計這天他於澳門取得了一冠兩亞及一個第四的不俗成績。

### 2015/2016年度馬季
2016年9月11日，梁家俊於沙田馬場第九場賽事憑策騎方嘉柏馬房的「喜喜寶」，末段力拒由莫雷拉策騎的1.9倍大熱門「壯思飛」的來犯，衝線時以短馬頭位之先奪魁，爆出268倍的冷門，攻下第一班賽事廣東讓賽盃，並打破去年5月24日由連達文策騎「金巴裡好」以245倍冷門勝出的紀錄。
然而該紀錄於2020年6月3日，由蘇狄雄策騎的「翹軍」以284倍冷門勝出所打破。
2016年10月8日，梁家俊於沙田馬場尾場賽事憑策騎姚本輝馬房的「旌暉」，勝出個人在港發展以來的第200場頭馬。
2016年10月24日，梁家俊於沙田馬場第五場賽事策騎「卡加動力」期間，馬匹突然收慢並急速撞向內欄，令他倒地受傷，更一度失去知覺。梁家俊送院後證實並無大礙，但「卡加動力」則當場被人道毀滅。

### 2016/2017年度馬季
2016/2017年度馬季，梁家俊取得25場頭馬勝仗，成功壓倒巫顯東及蔣嘉琦，成為季內成績最佳的本地騎師，獲得由香港賽馬會頒發「告東尼獎」殊榮。

### 2017/2018年度馬季
2017-2018年度馬季，梁家俊夥拍約翰摩亞馬房的「美麗傳承」合作無間，人馬合作下先後攻下三級賽慶典盃及二級賽沙田錦標。雖然其後在二級賽馬會一哩錦標落敗，但他仍得到馬主及練馬師信任和支持，令他得以在12月的國際賽日夥拍該駒出戰香港一哩錦標。2017年12月10日，梁家俊憑策騎該駒以直領到底的姿態，過終點時以一馬位之先攻下香港一哩錦標，贏得個人自出道以來首項一級賽錦標，亦是繼黎海榮於2010策騎極奇妙攻下日本短途馬錦標、蔡明紹於2011及2012年策騎「加州萬里」攻下香港盃後，第三位揚威國際一級賽的本地華人騎師。賽後，梁家俊迎來各方的喝采之聲，當他覆磅時，過磅室內各人亦站起來為其鼓掌，騎師杜利萊亦與他擁抱祝賀。至於屈居亞軍的「西方快車」騎師祈普敦亦表現得心服口服，賽後他表示「美麗傳承」狀態大勇，並恭喜梁家俊勇奪該項國際賽錦標。
2018年3月21日，梁家俊於跑馬地馬場第三場賽事憑策騎蘇保羅馬房的「紅旗星將」勝出，取個人在港發展以來的第250場頭馬，因此，他在日後賽事中將不再獲得減磅。
2017/2018年度馬季，梁家俊勝出37場頭馬，以兩場之差擊敗潘明輝，成功衛冕告東尼獎殊榮。

### 2018/2019年度馬季
2019年2月17日，梁家俊於沙田馬場策騎羅富全馬房的「妙算達人」，座騎在他胯下沿途一直領放，最終以92倍的冷門身分攻下香港經典盃，成為首位攻下該項四歲經典賽的華將。

### 2019/2020年度馬季
2020年3月8日，梁家俊於沙田馬場第三場賽事憑策騎賀賢馬房的「前進」，勝出個人在港發展以來的第300場頭馬。

### 2020/2021年度馬季
2020年10月18日，梁家俊於沙田馬場憑策騎葉楚航馬房的「有理共想」勝出二級賽精英碗。
2021年2月6日，梁家俊於沙田馬場大發神威，先後憑策騎「怡心聲」、「荷花福星」及「喜氣綿綿」勝出，繼2020年3月14日後再度單日三捷，並繼2018年11月後再次勝出當日騎師王。
2021年6月2日，梁家俊於跑馬地馬場憑策騎蘇偉賢馬房的「好好彩彩」勝出季內第38場頭馬，是他在港從騎13季以來錄得最多頭馬的一季，並同時取得個人在港發展以來的第350場頭馬。

### 2021/2022年度馬季
2021年11月21日，梁家俊於沙田馬場憑策騎羅富全馬房的「精神威」，座騎在他胯下以一放到底姿態勝出國際二級賽馬會盃，季內首度勝出級制賽。
2021年12月18日，梁家俊於沙田馬場先後憑策騎「經典之光」、「龍騰飛翔」及「激賞」勝出，繼2021年2月6日後再次大演帽子戲法，全日累積48分再度勝出當日騎師王。
2022年6月6日，梁家俊、楊明綸和黃皓楠較早前經面試及審批，已獲香港教育大學取錄成為首批香港賽馬會現役及退役騎師進修計劃的學生，並於2022年9月起入讀健康教育（榮譽）學士學位課程。
2021/2022年度馬季，梁家俊表現持續進步並越戰越勇，他在2022年6月12日於沙田馬場尾場憑策騎容天鵬馬房的「逆市奇爸」勝出，季內頭馬增至40場，再度創出個人單季頭馬新高。他在此季最終累積48場頭馬，成績僅次於蔡明紹和何澤堯。

### 2022/2023年度馬季
2022年9月14日，梁家俊於跑馬地馬場第五場賽事憑策騎徐雨石馬房的「三劍俠」，勝出個人在港發展以來的第400場頭馬。
2022年12月7日，梁家俊取代因確診新冠病毒而無法參與國際騎師錦標賽的法國騎師巴米高出戰國際騎師錦標賽。

### 2023/2024年度馬季
2024年1月28日，梁家俊於沙田馬場憑策騎沈集成馬房的「維港智能」勝出國際一級賽百週年紀念短途盃，繼策騎「美麗傳承」首次勝出國際一級賽後，相隔6年，取得個人策騎生涯第二場國際一級賽勝利。
2024年3月24日，梁家俊策騎「維港智能」在日本中京競馬場角逐一級賽高松宮紀念賽（1200米），取得季軍。

## 主要勝出賽事
香港
- 香港一哩錦標 - (1) - 美麗傳承 (2017)
- 百週年紀念短途盃 - (1) - 維港智能 (2024)

- 精英碗 - (2) - 創惑 (2009)、有理共想 (2020)
- 沙田錦標 - (1) - 美麗傳承 (2017)
- 馬會盃 - (1) - 精神威 (2021)

- 一月盃 - (1) - 火紅人 (2016)
- 慶典盃 - (1) - 美麗傳承 (2017)
- 婦女銀袋賽 - (1) - 安遇 (2023)

- 香港經典盃 - (1) - 妙算達人 (2019)

- 其士盃 - (2) - 夢幻飛駒 (2008)、瑪瑙 (2022)
- 廣東讓賽盃 - (1) - 喜喜寶 (2016)

 澳門
- 里斯本短途錦標 - (1) - 妙算威驥 (2015)

## 其他主要策騎馬匹
- 平湖之星 （页面存档备份，存于）（2017-2018年馬季五捷）
- 皇龍大將（沙田銀瓶亞軍）
- 精明才子（2020年3月贏出第一班賽事）
- 總理（香港精英運動員盃）

## 成就
- 亞洲見習騎師挑戰賽冠軍 - (1) - (2010年)
- 告東尼獎 - (2) - (2016-2017年度馬季、2017-2018年度馬季)
- 國際騎師錦標賽季軍 - (1) - (2022年)

## 在港策騎成績
| 年度        | 冠 | 亞 | 季 | 殿 | 第五 | 出賽次數 | 所贏獎金（港元） | 備註                  |
| ----------- | -- | -- | -- | -- | ---- | -------- | ---------------- | --------------------- |
| 2008 - 2009 | 28 | 34 | 26 | 35 | 37   | 386      | $ 22,124,450     | 策騎首季              |
| 2009 - 2010 | 25 | 27 | 35 | 36 | 33   | 391      | $ 23,965,312     | 第2季                 |
| 2010 - 2011 | 25 | 30 | 37 | 42 | 33   | 477      | $ 22,946,150     | 第3季                 |
| 2011 - 2012 | 25 | 34 | 37 | 45 | 42   | 509      | $ 25,058,937     | 第4季                 |
| 2012 - 2013 | 15 | 30 | 35 | 28 | 31   | 456      | $ 17,951,450     | 第5季                 |
| 2013 - 2014 | 18 | 25 | 30 | 32 | 38   | 500      | $ 18,682,375     | 第6季                 |
| 2014 - 2015 | 26 | 32 | 35 | 27 | 42   | 459      | $ 26,191,250     | 第7季                 |
| 2015 - 2016 | 33 | 24 | 36 | 41 | 49   | 505      | $ 36,131,482     | 第8季                 |
| 2016 - 2017 | 25 | 36 | 25 | 29 | 47   | 464      | $ 31,101,392     | 第9季 (告東尼獎得主)  |
| 2017 - 2018 | 37 | 38 | 44 | 41 | 49   | 553      | $ 60,011,150     | 第10季 (告東尼獎得主) |
| 2018 - 2019 | 26 | 32 | 42 | 37 | 27   | 501      | $ 43,362,175     | 第11季                |
| 2019 - 2020 | 29 | 21 | 36 | 50 | 54   | 562      | $ 37,146,565     | 第12季                |
| 2020 - 2021 | 39 | 41 | 42 | 52 | 50   | 609      | $ 55,686,250     | 第13季                |
| 2021 - 2022 | 48 | 36 | 48 | 47 | 53   | 587      | $ 68,965,250     | 第14季                |
| 2022 - 2023 | 36 | 33 | 38 | 39 | 49   | 581      | $ 58,790,570     | 第15季                |
| 2023 - 2024 | 25 | 31 | 32 | 30 | 37   | 489      | $ 51,021,650     | 第16季                |
| 2024 - 2025 | 36 | 38 | 35 | 39 | 43   | 447      | $ 57,231,450     | 第17季                |
| 總計        |    |    |    |    |      |          |                  |                       |

## 在港策騎資料
|                | 日期           | 賽事                                  | 場地 | 馬場     | 馬名     | 練馬師   | 名次 | 獨贏賠率 |
| -------------- | -------------- | ------------------------------------- | ---- | -------- | -------- | -------- | ---- | -------- |
| 初出賽         | 2008年9月15日  | 第四班 - 1600米                       | 草地 | 沙田馬場 | 智勇非凡 | 胡森     | 9    | 31       |
| 首勝利         | 2008年10月12日 | 第四班 - 1200米                       | 草地 | 沙田馬場 | 成功網絡 | 徐雨石   | 1    | 17       |
| 級際賽初出賽   | 2009年5月24日  | 三級賽 - 1200米（沙田銀瓶）           | 草地 | 沙田馬場 | 寶樹友盈 | 文家良   | 12   | 27       |
| 級際賽首勝利   | 2009年10月25日 | 三級賽 - 1200米（精英碗）             | 草地 | 沙田馬場 | 創惑     | 約翰摩亞 | 1    | 12       |
| 一級賽初出賽   | 2011年2月27日  | 一級賽 - 2000米（香港金盃）           | 草地 | 沙田馬場 | 愜意小開 | 告達理   | 8    | 99       |
| 一級賽首勝利   | 2017年12月10日 | 一級賽 - 1600米（香港一哩錦標）       | 草地 | 沙田馬場 | 美麗傳承 | 約翰摩亞 | 1    | 8.4      |
| 四歲系列初出賽 | 2012年2月19日  | 一級賽 - 1800米（香港經典盃）         | 草地 | 沙田馬場 | 寶珊瑚   | 高伯新   | 13   | 99       |
| 四歲系列首勝利 | 2019年2月17日  | 四歲系列經典賽 - 1800米（香港經典盃） | 草地 | 沙田馬場 | 妙算達人 | 羅富全   | 1    | 92       |

## 個人生活
梁家俊與前香港賽馬會節目主持李潔瑩（Kit）於2008年開始交往，並於2015年成功訂婚。馬季結束後，兩人於2016年7月12日舉行婚禮。2018年1月1日，其妻子為他誕下一個兒子梁柏禮，兒子出生時重7.6磅。2021年8月19日，梁家俊宣佈再度成為父親，誕下一名女兒。

## 家庭成員
其孿生弟弟梁家偉為前香港賽馬會見習騎師，後期轉往澳門策騎，已放棄澳門自由身騎師牌照。

## 外部連結
- 騎師資料 梁家俊 （页面存档备份，存于）